# Creedia alleni
Creedia alleni és una espècie de peix de la família dels creédids i de l'ordre dels perciformes.

## Descripció
El cos, semblant morfològicament al d'una anguila, fa 4 cm de llargària màxima. 12-13 radis tous a l'única aleta dorsal, 24 a l'anal i 12 a les pectorals. Aletes pelvianes amb 1 espina i 3 radis tous. 41-42 vèrtebres. Línia lateral no interrompuda i amb 40-42 escates.

## Hàbitat i distribució geogràfica
És un peix marí, demersal (fins als 20 m de fondària) i de clima subtropical, el qual viu a l'Índic oriental: els fons sorrencs de la plataforma continental d'Austràlia Occidental (Austràlia).

## Observacions
És inofensiu per als humans i el seu índex de vulnerabilitat és baix (10 de 100).